# آرتاک هاروتیونیان
آرتاک هاروتیونیان (ارمنی: Արտակ Հարությունյան؛ زادهٔ ۳۱ مارس ۱۹۸۳) کشتی‌گیر وزن اهل ارمنستان است.